# Urbici de Nocito
Urbici, conegut a Osca com a Urbez (Bordeus, ca. 703 - Nocito, Serra de Guara, Osca, 802) fou un eremita. És venerat com a sant a les esglésies catòlica i ortodoxa.

## Biografia
El seu nom pot significar en basc o gascó antic "camí de perfecció" (ur/or, perfecció; bide, camí). Urbici va néixer, segons la tradició, a Bordeus, de mare cristiana, Astèria, i pare pagà. Aviat va quedar orfe, cap als tretze anys, quan el seu pare va morir l'any 731 en una batalla contra els musulmans que havien conquistat el ducat franc d'Aquitània. En la campanya, els àrabs van prendre presoners Urbici i Astèria, que foren portats a l'Àndalus.
Visqueren captius a Galícia, on Astèria va morir i Urbici feia de servent a una família, que finalment l'alliberà. El jove atribuí l'alliberament a la intercessió dels sants màrtirs Just i Pastor, i va voler-ne visitar el santuari a Alcalá de Henares. En veure-hi l'abandó del santuari dels nens màrtirs, es va proposar de rescatar els cossos dels sants i va traslladar-los al nord, volent portar-los a Bordeus. En arribar a Osca, però, hi va deixar part de les relíquies.
Després va tornar a les terres pirinenques d'Osca, vivint com a anacoreta en coves i treballant de pastor, primer a la rodalia del Mont Perdut (una cova de Congosto d'as Cambras o congost del Vellos, a la vall de Vió); a Ribera de Fiscal, a l'actual Sobrarb després i, finalment, a la Serra de Guara, on l'abat de San Martín d'Assan el va ordenar prevere. Es va retirar a viure a Nocito, al vessant nord de la Serra de Guara (comarca del Serrablo), a la muntanya Airal, fent-hi vida eremítica i pasturant ramats.
Hi morí en llaor de santedat, ja gran i, segons la tradició, als cent anys.

## Veneració
El seu cos fou sebollit i, dos segles després, s'hi construí el santuari de San Úrbez de Serrablo, prop de Nocito. Venerat a la comarca i tret en processó en èpoques de sequera, el cos fou destruït en l'incendi que arrassà l'església el 1936, conservant-se'n unes poques restes.
Al monestir de Santa Maria de Serrateix es veneren, des de la seva fundació en 941, relíquies de Sant Urbici, que va donar nom al monestir, de Santa Maria i Sant Urbici. Val a dir que el monestir benedictí fou una fundació de monjos de Nocito, que hi portarien el culte i algunes relíquies del sant eremita aragonès. La festivitat del sant a Serrateix, el 6 d'agost, vincula el sant venerat amb els sants Just i Pastor, la festivitat dels quals és aquest dia, la qual cosa confirma la identitat amb el sant aragonès, principal promotor de la devoció als sants nens.
No obstant això, l'oblit dels orígens va fer que s'assimilessin les restes de Serrateix a altres persones: el bisbe Urbici d'Urgell, un bisbe de Bordeus o, com a desdoblament, un hipotètic màrtir local, que hauria nascut i hauria estat mort a la rodalia del monestir, on la tradició assenyala el Roc de Sant Urbici com a lloc del seu martiri.

## Urbici d'Urgell
Urbici d'Urgell fou un sant llegendari format per desdoblament a partir de la confusió del també llegendari Urbici de Serrateix, desdoblament del real Urbici de Nocito. El fet que al segle VIII hi hagués un bisbe d'Urgell anomenat Urbici va fer que se'n barregessin dades i es donés lloc a aquesta figura. La llegenda el feia segon bisbe d'Urgell, successor del llegendari Ctesifont al segle i. La seva festivitat se celebrava el mateix dia que el del sant original, Urbici de Nocito, el 6 d'agost.